# ドゴイラン運動
ドゴイラン運動（ドゴイランうんどう）は清朝末期から中華民国初期にかけて内蒙古のイフ・ジョー盟一帯で発生したモンゴル族の民衆による反政府運動。
ドゴイランとはモンゴル語で「環」を意味する。これは参加者が輪になって討論したことと、文書に円形に署名することで参加者の平等を示し、かつ誰が首謀者か分からなくしたことによる。
ドゴイラン運動は1858年にイフ・ジョー盟ウーシン旗で初めて発生し、イフ・ジョー盟の盟長やウーシン旗のジャサク（執政官）に対して税と労役の軽減を迫った。この後、ドゴイラン運動は全盟に広がっていき、1866年から1891年にかけて頻発するようになった。1899年より義和団の影響を受けて反キリスト教運動へと変化していった。
中華民国成立後、農地開墾の強行に反対してシネラマ（ウルジージャルガル）に率いられた牧民たちがドゴイラン運動を起こしたが、1930年までに鎮圧され、シネラマは内モンゴル人民革命党で活動するようになり、これ以降運動は衰退した。